# Головков, Георгий Павлович
Георгий Павлович Головков (1920—1980) — подполковник Советской Армии, участник Великой Отечественной войны, Герой Советского Союза (1944).

## Биография
Георгий Головков родился 21 апреля 1920 года в селе Девичье (ныне — Навлинский район Брянской области) в крестьянской семье. Окончил восемь классов школы, затем школу фабрично-заводского ученичества по специальности слесаря, после чего работал на шахте в городе Серго (ныне — Стаханов Луганской области Украины), грузчиком в Ленинграде.
В 1939 году Головков поступил в 1-й Ленинградский аэроклуб. В 1940 году он был призван на службу в Рабоче-крестьянскую Красную Армию и зачислен курсантом в Петрозаводскую военную школу Северных лётчиков. В 1941 году эта школа была переведена в город Чкалов. В апреле 1942 года Головков окончил Чкаловскую военно-авиационную школу пилотов и был направлен на фронт. В боевых действиях участвовал с июля того же года. Принимал участие в боях на Сталинградском, Северо-Кавказском, 3-м и 4-м Украинских, Ленинградском, 1-м и 2-м Прибалтийских фронтах. Участвовал в Сталинградской битве, освобождении Ростова-на-Дону, Новороссийска, Мелитополя, Мариуполя и Севастополя.
К концу октября 1943 года старший лейтенант Георгий Головков был заместителем командира эскадрильи 807-го штурмового авиаполка 206-й штурмовой авиадивизии 7-го штурмового авиакорпуса 8-й воздушной армии 4-го Украинского фронта. К тому времени он совершил 119 боевых вылетов на штурмовку и бомбардировку скоплений вражеских войск и боевой техники, а также других объектов противника. В воздушных боях Головков лично сбил 3 вражеских самолёта.
Указом Президиума Верховного Совета СССР от 13 апреля 1944 года за «образцовое выполнение боевых заданий командования на фронте борьбы с немецкими захватчиками и проявленные при этом мужество и героизм» старший лейтенант Георгий Головков был удостоен высокого звания Героя Советского Союза с вручением ордена Ленина и медали «Золотая Звезда» за номером 1317.
После окончания войны Головков продолжил службу в Советской Армии. В 1947 году он окончил Краснодарскую высшую офицерскую школу штурманов, в 1954 году — Центральные лётно-тактические курсы усовершенствования офицерского состава. В 1958 году в звании подполковника он был уволен в запас. Проживал в Туле, работал на Тульском заводе чулочных автоматов, занимался общественной деятельностью.
Умер 13 января 1980 года, похоронен в Туле.
Был также награждён двумя орденами Красного Знамени, орденами Александра Невского, Отечественной войны 1-й степени, Красной Звезды, а также рядом медалей.